# Maya Cloetens
Maya Cloetens (* 8. Januar 2002 in Grenoble, Département Isère) ist eine französisch-belgische Biathletin. Sie wurde 2021 Jugendweltmeisterin mit der französischen Staffel und startet seit 2022 für den belgischen Biathlonverband.

## Sportliche Laufbahn
Maya Cloetens erste internationale Rennen erfolgten beim Olympischen Jugendfestival 2019 in Sarajevo, wo sie die Silbermedaille mit der Mixedstaffel gewann. Im Jahr darauf nahm sie an den Jugendweltmeisterschaften 2020 in der Lenzerheide teil und erzielte dort als bestes Ergebnis Rang fünf im Sprint und mit der Staffel. Auch im Folgejahr war sie bei der Jugend-WM am Start und erzielte im Sprint dasselbe Ergebnis wie 2020, im Staffelrennen hingegen verbesserten sich die Französinnen klar und Cloetens lief zusammen mit Fany Bertrand und Jeanne Richard relativ ungefährdet zum Sieg. Nach einem Jahr ohne internationaler Turnierteilnahmen gewann sie im März 2022 den französischen Meistertitel im Einzel in der U-23-Kategorie. Der französische Verband bootete Cloetens kurz darauf aufgrund „fehlender Perspektive“ aus der Mannschaft aus, womit sie keine Förderung durch den Verband bekommen hätte. Da sie durch familiäre Verhältnisse auch die belgische Staatsbürgerschaft besitzt, entschloss sie sich daher, in Zukunft die belgischen Farben zu vertreten und musste, anders als bei einer Einbürgerung, keine mehrjährige Sperre hinnehmen.
Ihre ersten Wettkämpfe für die neue Nation bestritt die damals 20-Jährige bei den französischen Sommermeisterschaften auf Skirollern im September. Da in Belgien mit Ausnahme von Lotte Lie keine Athletin im Nationalkader steht, lief sie zu Beginn des Winters 2022/23 sofort im IBU-Cup und erzielte drei Top-30-Ergebnisse. Im Junior-Cup gehörte sie im Dezember zu den Dominatoren, sie gewann zwar keinen Wettkampf, stand aber viermal auf dem Podest und führte die Rangliste zunächst an. Im Januar 2023 gab Cloetens auf der Pokljuka ihr Weltcupdebüt und kam in Sprint und Verfolgung mit den Rängen 43 und 42 sofort nah an Weltcuppunkte heran, mit der Mixedstaffel ging es trotz eines schweren Sturzes von Thierry Langer mit Lie und Florent Claude auf den zehnten Rang. Auch an den Weltmeisterschaften nahm die Belgierin in ihrem Debütjahr teil und erzielte in Sprint und Verfolgung die Ränge 38 und 40, da die WM-Resultate seit 2023 aber nicht mehr zur Weltcupwertung zählen, bekam sie dafür keine Ranglistenpunkte. Die Junioren-WM verlief enttäuschend, am Saisonende hingegen gewann Cloetens im Sprintrennen von Oslo als 36. ihre ersten Weltcuppunkte.
Im August 2023 stürzte Cloetens während einer Trainingsfahrt mit dem Fahrrad. Daraufhin gestaltete sich die Saisonvorbereitung als schwierig, wobei die Belgierin im November wieder auf Skiern stand und auch an den Vorbereitungswettkämpfen im norwegischen Sjusjøen teilnehmen konnte. Nachdem sie zu Beginn der Weltcupsaison keine guten Ergebnisse erzielt hatte, startete sie im Januar 2024 im IBU-Cup und erzielte in Martell alsbald ihren ersten Podestplatz auf dieser Ebene, als sie im Sprint hinter Maren Kirkeeide den zweiten Rang belegte. Dementsprechend startete Cloetens auch bei den Weltmeisterschaften, wo sie mit der Mixedstaffel einen überraschend starken achten Platz erreichte und 33. des Verfolgungswettkampfes wurde. Zudem war der belgische Verband erstmals in der Geschichte in der Lage, eine Damenstaffel zu stellen, mit der Cloetens an der Seite von Lotte Lie, Eve Bouvard und Marine Debloem Platz 14 von 21 Staffeln belegte. Bei ihren letzten Juniorenweltmeisterschaften verpasste sie im Sprint als Viertplatzierte knapp eine Medaille.
In der Saison 2024/25 steigerte sich Cloetens deutlich in ihren Leistungen. War ihr vorheriges Bestergebnis ein 36. Rang, lief sie im Dezember in sechs Rennen unter die besten 30. In Hochfilzen überraschte die Belgierin dabei mit den Rängen 19 und 12 in Sprint und Verfolgung, in der Folgewoche erreichte sie ihren ersten Massenstart und schloss diesen als 24. ab. Den stärksten Auftritt ließ sie schließlich bei den Weltmeisterschaften 2025 folgen, Cloetens belegte ohne Schießfehler überraschend Platz acht im Sprint und bestätigte diesen mit Platz 14 im Massenstart. Bestes Staffelergebnis wurde ein siebter Rang im Mixedwettkampf von Oberhof, gleichbedeutend mit dem erneut besten Ergebnis der Geschichte.

## Persönliches
Cloetens stammt aus Grenoble und wurde in Frankreich geboren, sodass sie ursprünglich für den französischen Skiverband startete. Da ihr Vater aus Flandern stammt, besitzt sie seit ihrer Geburt beide Staatsbürgerschaften. Sie studiert Mathematik und Physik in ihrer Heimatstadt Grenoble. Cloetens ist Linksschützin und mit einer Körpergröße von 1,85 Metern die größte Athletin im derzeitigen Weltcupfeld.

## Statistiken

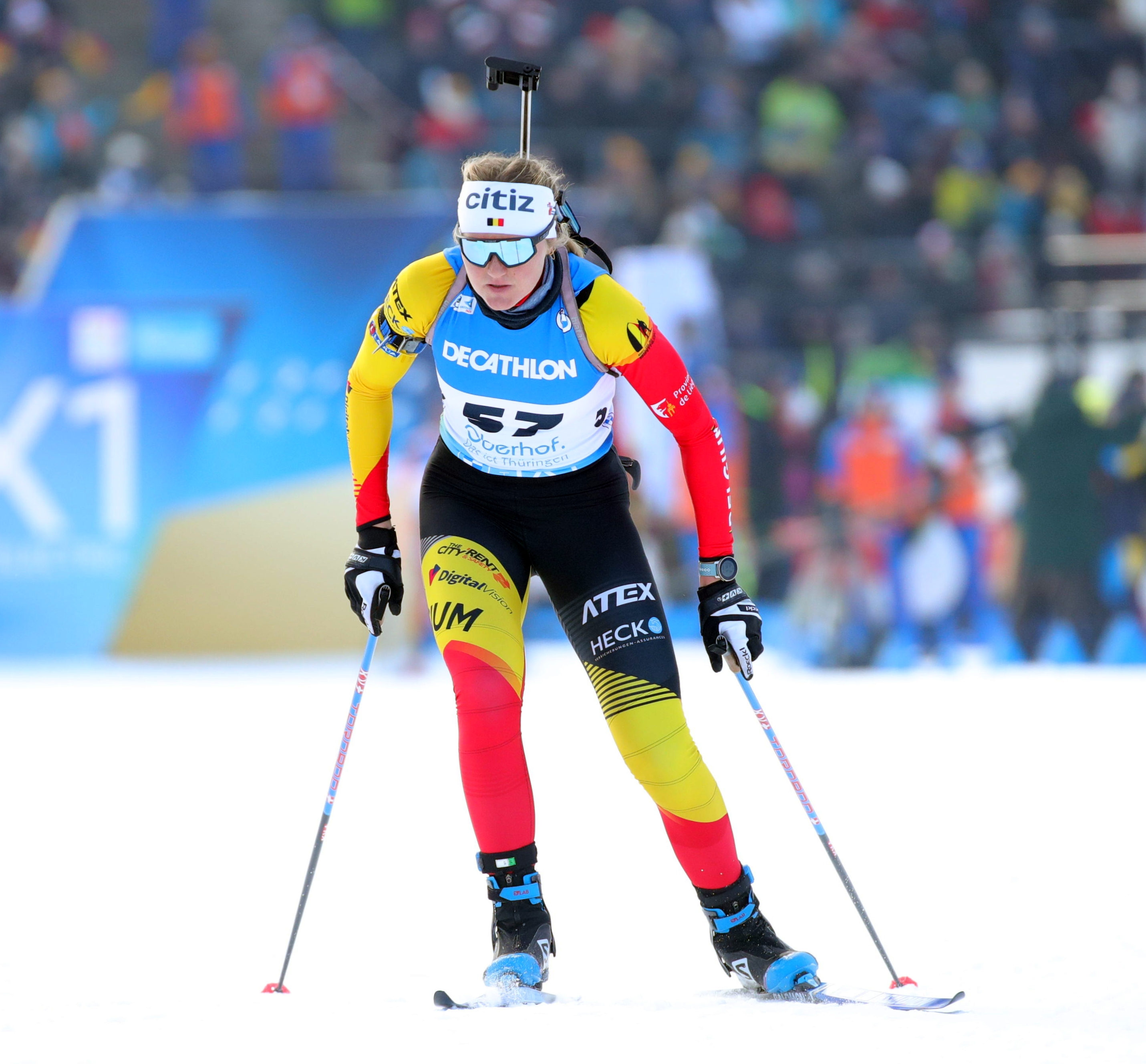
Cloetens während des WM-Sprints 2023

### Weltcupplatzierungen
Die Tabelle zeigt alle Platzierungen (je nach Austragungsjahr einschließlich Olympische Spiele und Weltmeisterschaften).
- 1.–3. Platz: Anzahl der Podiumsplatzierungen
- Top 10: Anzahl der Platzierungen unter den ersten zehn (einschließlich Podium)
- Punkteränge: Anzahl der Platzierungen innerhalb der Punkteränge (einschließlich Podium und Top 10)
- Starts: Anzahl gelaufener Rennen in der jeweiligen Disziplin
- Staffel: inklusive Mixed- und Single-Mixed-Staffeln

| Platzierung               | Einzel | Sprint | Verfolgung | Massenstart | Staffel | Gesamt |
| ------------------------- | ------ | ------ | ---------- | ----------- | ------- | ------ |
| 1. Platz                  |        |        |            |             |         |        |
| 2. Platz                  |        |        |            |             |         |        |
| 3. Platz                  |        |        |            |             |         |        |
| Top 10                    |        |        |            |             | 3       | 3      |
| Punkteränge               | 2      | 6      | 4          | 2           | 8       | 22     |
| Starts                    | 5      | 11     | 6          | 2           | 8       | 32     |
| Stand: Saisonende 2024/25 |        |        |            |             |         |        |

### Weltcupwertungen
Ergebnisse bei Weltcups (Disziplinen- und Gesamtweltcup) gemäß Punktesystem.
| Saison  | Einzel | Einzel | Sprint | Sprint | Verfolgung | Verfolgung | Massenstart | Massenstart | Gesamt | Gesamt |
| Saison  | Platz  | Punkte | Platz  | Punkte | Platz      | Punkte     | Platz       | Punkte      | Platz  | Punkte |
| ------- | ------ | ------ | ------ | ------ | ---------- | ---------- | ----------- | ----------- | ------ | ------ |
| 2022/23 | –      | –      | 74.    | 5      | –          | –          | –           | –           | 84.    | 5      |
| 2024/25 | 44.    | 21     | 37.    | 71     | 32.        | 69         | 34.         | 42          | 35.    | 203    |

### Biathlon-Weltmeisterschaften
Ergebnisse bei den Weltmeisterschaften:
| Weltmeisterschaften | Weltmeisterschaften | Einzelwettbewerbe | Einzelwettbewerbe | Einzelwettbewerbe | Einzelwettbewerbe | Staffelwettbewerbe | Staffelwettbewerbe | Staffelwettbewerbe |
| Jahr                | Ort                 | Einzel            | Sprint            | Verfolgung        | Massenstart       | Damenstaffel       | Mixedstaffel       | S.-M.-Staffel      |
| ------------------- | ------------------- | ----------------- | ----------------- | ----------------- | ----------------- | ------------------ | ------------------ | ------------------ |
| 2023                | Oberhof             | –                 | 38.               | 40.               | –                 | –                  | 14.                | –                  |
| 2024                | Nové Město          | 33.               | 55.               | 41.               | –                 | 14.                | 8.                 | –                  |
| 2025                | Lenzerheide         | 37.               | 8.                | 17.               | 14.               | 13.                | 10.                | –                  |

### Jugend-/Juniorenweltmeisterschaften
Cloetens nahm bis 2021 an den Jugend-, ab 2023 an den Juniorenwettkämpfen teil.
| Weltmeisterschaften | Weltmeisterschaften | Einzelwettbewerbe | Einzelwettbewerbe | Einzelwettbewerbe | Einzelwettbewerbe | Staffelwettbewerbe | Staffelwettbewerbe |
| Jahr                | Ort                 | Einzel            | Sprint            | Verfolgung        | Massenstart 60    | Damenstaffel       | Mixedstaffel       |
| ------------------- | ------------------- | ----------------- | ----------------- | ----------------- | ----------------- | ------------------ | ------------------ |
| 2020                | Lenzerheide         | 23.               | 5.                | 27.               | nicht ausgetragen | 5.                 | nicht ausgetragen  |
| 2021                | Obertilliach        | 7.                | 5.                | 17.               | nicht ausgetragen | 1.                 | nicht ausgetragen  |
| 2023                | Schtschutschinsk    | 16.               | 12.               | 21.               | nicht ausgetragen | –                  | 16.                |
| 2024                | Otepää              | 8.                | 4.                | N/A               | 10.               | –                  | 10.                |